# Wilfried Wöhler
Wilfried Friedrich Hans Wöhler (* 9. Februar 1935 in Haan; † 29. August 2019) war ein deutscher Fechter. Er war zweimaliger deutscher Meister im Säbelfechten und Teilnehmer der Olympischen Spiele 1960 in Rom. Er focht erst beim WMTV Solingen, später beim ETV Hamburg und dem FCR Hamburg.
1955 wurde Wöhler deutscher Juniorenmeister im Säbelfechten. In der Altersklasse der Aktiven gewann Wöhler die Säbelmeisterschaften 1958 und 1960. 1957 und 1959 wurde er Zweiter, 1956 und 1961 belegte er den dritten Platz.
1957, 1959 und 1961 nahm Wöhler an den Weltmeisterschaften im Fechten teil, 1958 wechselte er von Solingen nach Hamburg. Im selben Jahr gewann er dort ein internationales Säbelturnier. Als Fechter des FCR Hamburg beteiligte sich Wöhler bei den Olympischen Spielen 1960 in Rom. Im Einzel schied er in der dritten von fünf Runden aus. Die Mannschaft (Wöhler, Dieter Löhr, Jürgen Theuerkauff, Peter von Krockow und Walter Köstner) belegte den geteilten fünften Platz.
Wilfried Wöhler verstarb am 29. August 2019.